# Кульчицький Йосиф
о. Йосиф Кульчицький гербу Сас (1804 — 3 грудня 1876, Львів) — український (руський) греко-католицький священник, громадський діяч. Посол Галицького сейму у 1870—1876 роках.

## Життєпис
Народився 1804 року. Висвячений на одруженого священника у 1826 році. Працював на парафіях у селах Ляцьке шляхоцьке (до 1832) і Пійло (1832–1846), а в 1845–1846 роках був Калуським деканом. У 1846–1856 роках — духівник Львівської греко-католицької семінарії. Директор митрополичого дому духовних реколекцій (1856–1871), з 1857 року — почесний крилошанин Львівської капітули, а з 1858  року — член митрополичої консисторії.

### Громадсько-політична діяльність
Посол Галицького сейму у 1870–1876 роках, обраний від IV курії в окрузі Стрий — Сколе, голова «Руського клубу» в 1870—1876 роках. Член Головної Руської Ради, учасник Собору руських учених (1848 року), член-засновник Галицько-руської матиці, член Народного Дому у Львові (в 1870 році його голова). Тимчасовий голова «Руської ради» (1870 року).
Помер 3 грудня 1876 року у Львові.